# 에버랜드 리조트

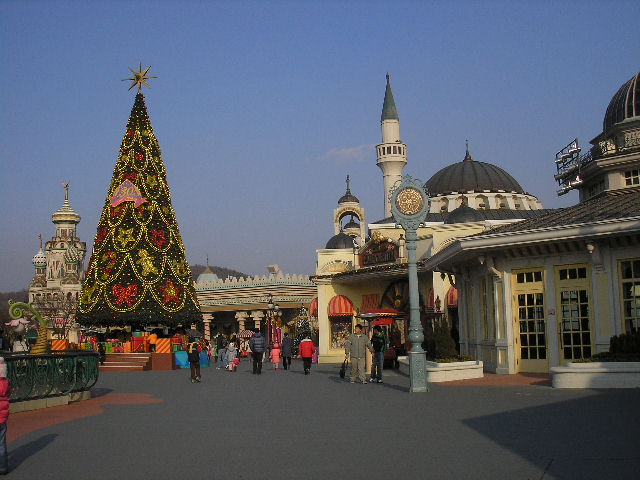

에버랜드 리조트(Everland Resort)는 대한민국 경기도 용인시 향수산 자락에 있는 테마파크, 워터파크, 동물원 등을 갖춘 대단위 리조트다.
1976년 3월 26일 용인자연농원(龍仁自然農園)으로 처음 개장한 이래 대한민국의 테마파크 중 가장 큰 규모를 자랑한다. 주요 시설물로는 테마파크 에버랜드, 워터파크 ‘캐리비안 베이′, 숙박시설 홈브리지 등이 있다. 1996년 1월에 에버랜드로 BI를 변경했고, 2006년 1월에 에버랜드 리조트로 BI를 다시 변경하였다.
기업집단 삼성의 계열사인 삼성에버랜드㈜가 운영하여 왔으며, 2014년 7월에 운영사인 삼성에버랜드가 제일모직㈜으로 상호를 변경함에 따라 에버랜드 리조트는 기존 삼성에버랜드㈜에서 제일모직 (주)에버랜드 리조트로 상호를 변경하였다. 2015년에 제일모직 (주)에버랜드 리조트는 기존 제일모직㈜에서 삼성물산 (주)에버랜드 리조트로 상호를 변경하였다.
2013년 4월 26일 용인 경전철(에버라인)이 분당선 기흥역부터 전대·에버랜드역까지 개통됐다. 또한 2013년 11월 30일 분당선이 망포역에서 수원역까지 연장 개통 되었다. 수원역에서 에버랜드를 대중교통으로 가장 빠르게 가려면 수인·분당선을 타고 기흥역에서 하차하여 용인 경전철로 환승 후 전대·에버랜드역에서 하차하면 된다. 이렇게 가면 수원역에서 에버랜드까지 약 50분 소요된다. 수원에서 66번이나 66-4번 버스를 타고 에버랜드로 갈 수도 있지만, 수원시내와 신갈, 용인시내를 통과하면서 소요시간이 오래걸린 편이다. 또한, 강남역에서는 5002번 버스를, 잠실역 또는 강변역, 수서역, 가락시장역에서는 5700번 버스를 타면 에버랜드로 올 수 있다. 서현역에서는 1500-2번 버스가 운행되고 있지만, 2020년 9월부터 수인선과 분당선이 수인분당선으로 직결 운행 체제로 개통된 이후, 인천역에서 에버랜드까지 약 2시간이 소요된다.

## 구성[7]
에버랜드 리조트는 아래와 같이 구성되어 있다.
- 테마파크 에버랜드
- 워터파크 캐리비안 베이
- 동물원 주토피아 (에버랜드 내에 포함)
- 식물원 플랜토피아
- 숙박시설 홈브리지
- 자동차 경기장 스피드웨이 (휴장)
- 삼성화재교통박물관
- 호암미술관
- 글렌로스 골프클럽
- 호텔
- 아쿠아리움